# Refuge Vallot
Pour les articles homonymes, voir Vallot.
Le refuge Vallot, aussi appelé cabane Vallot ou abri Vallot, est un refuge situé sur la voie normale du mont Blanc, au pied de l'arête des Bosses sur la commune de Saint-Gervais-les-Bains, dans les Alpes, à l'altitude de 4 362 mètres.
Le refuge ne faisait qu'un avec l'observatoire de l'astronome Joseph Vallot mais, par la suite, a été dissocié et on trouve donc désormais, à 45 mètres l'un de l'autre, l'observatoire Vallot pour les scientifiques, et le nouveau refuge Vallot pour les alpinistes.

## Histoire

### Cabanes Vallot

Observatoire du mont Blanc en 1890, d’après une photographie de M. J. Vallot.

Joseph Vallot, astronome et géographe, construit un premier observatoire-refuge de deux pièces à 4 365 mètres en 1890, sur des plans demandés à son cousin Henri Vallot. Agrandi en 1891 et 1892, il est reconstruit en 1898, à quelques dizaines de mètres, sur son emplacement actuel à 4 350 mètres. Il comporte alors 8 pièces.
La commune de Chamonix-Mont-Blanc accorde à Joseph Vallot une autorisation à condition que son observatoire serve aussi de refuge pour les alpinistes. En 1890, l'observatoire Vallot est érigé : c'est un chalet de bois de cinq mètres de long et trois mètres de large construit à Chamonix et qui sera monté au pied de l’arête des Bosses à 4 520 m, avec une pièce pour les observations scientifiques et une autre pour les alpinistes ; Janssen y séjourna une semaine en 1890 et l'expédition de Gustave Eiffel en 1891 ; le docteur Jacottet, de Chamonix, meurt à l’observatoire Vallot d’une défaillance respiratoire aiguë en 1891.

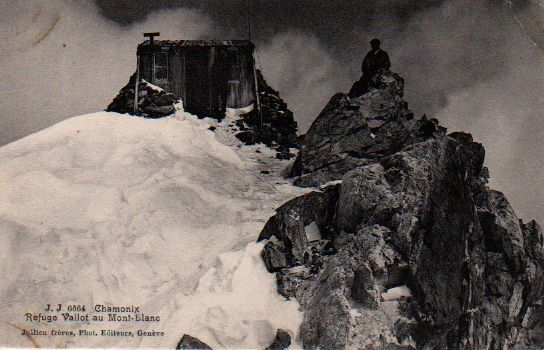
Carte postale représentant la cabane Vallot.

Puis la cabane Vallot est construite en 1893, à proximité (sommet des « rochers Foudroyés » à 4 362 m), pour les alpinistes, les porteurs et les guides, afin de libérer l'observatoire désormais entièrement consacré à la science : celui-ci est alors agrandi de quatre pièces pour un total de 90 m2 : un atelier formant la porte d'entrée, et une cuisine équipée de deux fours à pétrole, la chambre des guides de cinq lits et la chambre des provisions, la chambre à deux lits du directeur, le laboratoire des enregistreurs, une pièce pour la spectroscopie et la photographie éclairée par le haut, une chambre d'amis à trois lits, un laboratoire de physique où est installée une tour et qui rejoint la chambre d'amis, contenant une multitude d'instruments. Un mur de pierre flanqué de planches isolantes doubles qui assuraient un matelas d'air et une bonne température intérieure, ainsi que des fenêtres à double vitrage et dotées de volets intérieurs coulissants et une porte à double-tambour empêchant la neige d'entrer par mauvais temps assurent un habitat confortable. Le tout a coûté à Joseph Vallot la somme de 65 000 francs.

L'observatoire-refuge Vallot.

Mal situé il provoqua, dès 1893, une accumulation de neige sous laquelle il disparut, et dut être reconstruit, en 1898, à 4 358 m, au pied des rochers Foudroyés, après que Vallot eut pris les conseils de l'explorateur polaire Fridtjof Nansen. La nouvelle construction, à double paroi, en bois, recouverte de feuilles de cuivre, nécessita 44 jours d'efforts pendant lesquels les bâtisseurs logèrent dans l'ancien observatoire (situé à quelques dizaines de mètres), devenu insalubre et dont une partie des matériaux fut réutilisée. Pour créer l'assise de 6 mètres sur 4, il fallut araser le bas de l'arête des rochers Foudroyés et construire un mur de soutènement de 15 mètres de long sur 5 mètres de haut et 2 mètres d'épaisseur. Le nouvel observatoire comportait 2 chambres-laboratoires, une cuisine avec couchage pour les guides, une salle à manger, un atelier de réparation et une cave. La salle à manger était meublée à l'orientale (un salon chinois doté d'un canapé incrusté de nacre, de tapis brodés, de meubles laqués et de bibelots précieux). Doté de quatre paratonnerres, l'observatoire était capable d'accueillir jusqu'à 27 personnes et Joseph Vallot animait les soirées de ses invités par des récits passionnants.
Joseph Vallot réalisa 34 fois l'ascension du mont Blanc, jusqu'à l'observatoire entre 1880 et 1920. En 1920, il passa encore dix jours dans l'observatoire et il écrit alors « La montée a été épuisante et la descente un calvaire. Toute a une fin en ce monde, le courage ne peut remplacer les forces perdues. (...) L'ère de mes ascensions scientifiques est close, définitivement. Je dis adieu au Mont-Blanc auquel j'ai consacré mon existence. L'observatoire est toujours là, et les expéditions continueront avec des plus jeunes, c'est ma consolation. En 1923, Joseph Vallot, sans plus aucune ressources financières, vend l'observatoire à la fondation Dina. Assan Dina est un célèbre mécène d'astronomes, petit-fils d'un maharaja. Le refuge Vallot sera ravitaillé par avion.

### Refuges originel et actuel
Joseph Vallot fait édifier à ses frais, en 1893, un refuge sur les rochers Foudroyés, à proximité de son premier observatoire. Construit en bois et composé de deux chambres, l'une pour les touristes et l'autre pour les guides, il fait 5,1 mètres de long sur 3 de large ; ses parois sont doublées et il est muni d'un paratonnerre. Il en fait ensuite don à la commune de Chamonix, à charge pour elle d'en assurer l'entretien, avant que celle-ci le rétrocède au Club alpin français (CAF).
Mal entretenu, il est régulièrement envahi par la neige et la compagnie des guides doit assurer son nettoyage en 1909 puis en 1920. En 1927, le refuge reçoit une couverture en laiton. En 1929, les parois sont, elles aussi, doublées de laiton ; des châssis en verre incassable prennent la place des vitres.
Devenu vétuste au début des années 1930, le Club alpin français décide de le remplacer. En juin 1937, le nouveau refuge est présenté au centre rural de la Porte dauphine à Paris. Conçu par l'alpiniste Paul Chevalier, son ossature en duralium provient des établissements Perrin à Orrouy ; le revêtement intérieur et extérieur, le plancher, les couchettes et le mobilier sont en aluminium. À doubles parois et calorifugé (contreplaqué et isorel), il est constitué d'une seule salle de 7 mètres par 5. Il est transporté en pièces détachées à Chamonix, puis monté à côté de l'ancien refuge grâce notamment à Henri Blanc de La Chapelle-d'Abondance qui se distingue en transportant seul les quatre pièces principales, pesant de 65 à 72 kg chacune. Le montage commence le 24 juillet 1938 et l'inauguration a lieu le samedi 20 et le dimanche 21 août.
En 1960, on répare le soutènement de maçonnerie effondré. Les parois reçoivent l'année suivante un nouveau revêtement extérieur et intérieur fourni par les sociétés de l'Aluminium français et de Saint-Gobain. La toiture est également remplacée et un nouveau doublage isotherme est placé. En 1968, a lieu un réaménagement consistant à ouvrir une porte d'entrée côté ouest en remplacement du sas d'entrée transformé en W-C. En raison des conditions climatiques difficiles, les travaux commencés en 1967 se terminent en 1968 avec une dernière rotation d'hélicoptère pour les matelas et les couvertures. En 2006, le refuge est entièrement rénové.

### Observatoire Vallot

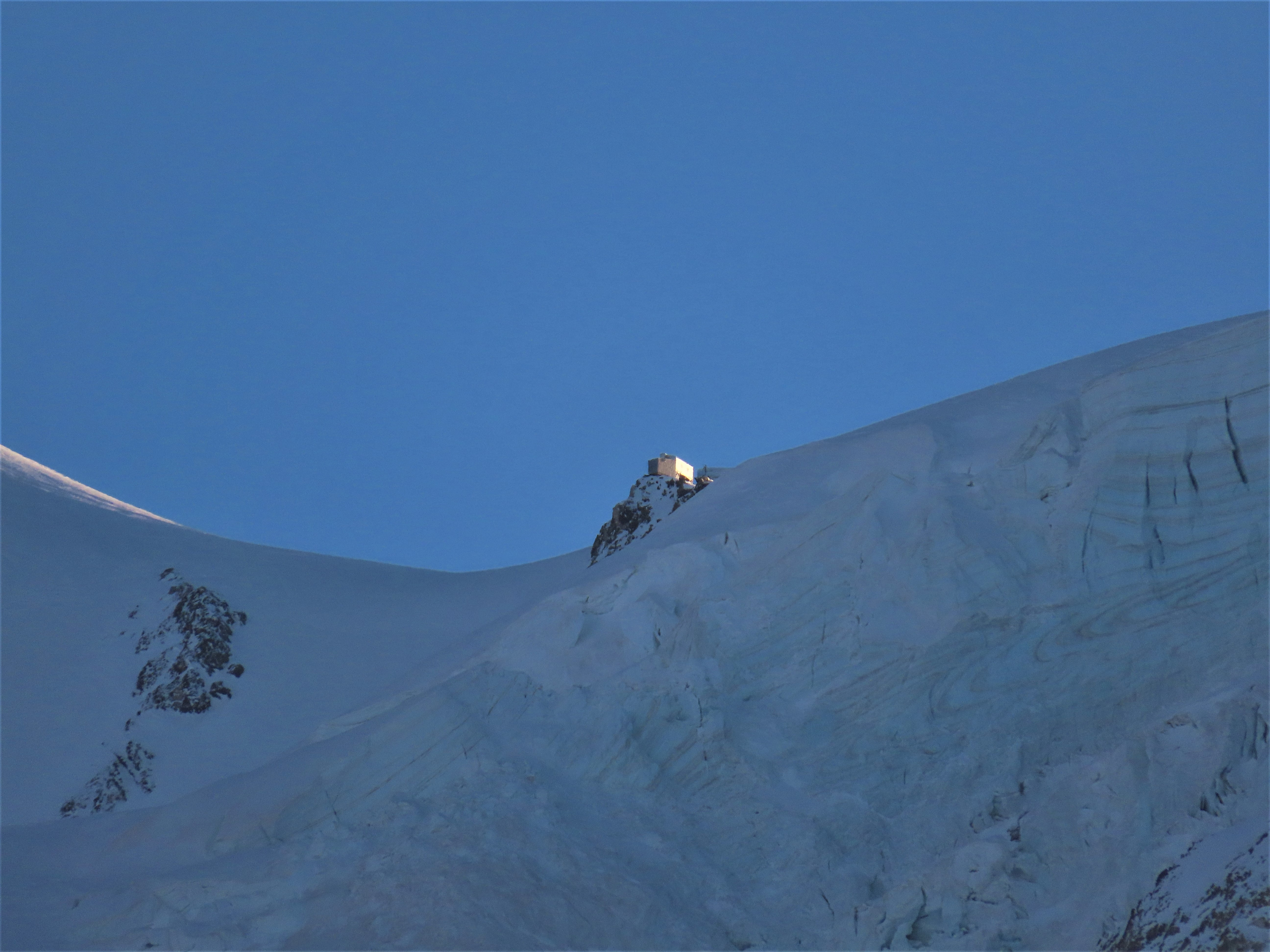
Le refuge Vallot depuis Chamonix-Mont-Blanc.

Dans l'observatoire météorologique et géophysique eurent lieu d'innombrables expériences et des études glaciologiques, par exemple sur la Mer de Glace. Comme chaque année des scientifiques de l'Académie des sciences montaient à l'observatoire, en 1926,  l'ingénieur Assan Dina qui avait racheté l'observatoire, fit aménager un petit aéroport à Chamonix pour déposer les scientifiques sur le Mont Blanc, puis le fit ravitailler par le lieutenant Thoret, aviateur réputé. Le récit des Observations de Joseph Vallot en météorologie et en physique sont consignées dans les Annales de l'observatoire météorologique du mont Blanc, en deux volumes, et conservées à la BNF.
En 1975, le CNRS confie l’observatoire Vallot au Laboratoire de glaciologie et géophysique de l'environnement. Depuis 1999 ce laboratoire opère à l'observatoire Vallot et des expériences sont faites, en particulier sur les gaz et aérosols. Il fait partie du projet CARBOSOL chargé d'étudier la pollution particulaire en composés carbonés en Europe, d'un programme franco-allemand financé par le LEFE sur la période 2008/ 2010 et sert aussi pour les campagnes de recherches de l 'ARPE (Association pour la Recherche en physiologie de l'Environnement) qui a entièrement remeublé et réaménagé l'observatoire et sert aussi de lieu d'expériences médicales (études sur le « Mal Aigu des Montagnes » et la vie en hypoxie et plus récemment sur le Viagra) ou d'observations astronomiques.

## Caractéristiques
Le refuge est, en fait, un abri bivouac de 12/15 couchages, dépourvu de confort, non entretenu et non chauffé. Il n'a pas pour vocation l'accueil du public mais offre un secours aux alpinistes en détresse. Il dispose d'une balise radio de secours.

## Alpinisme

### Accès

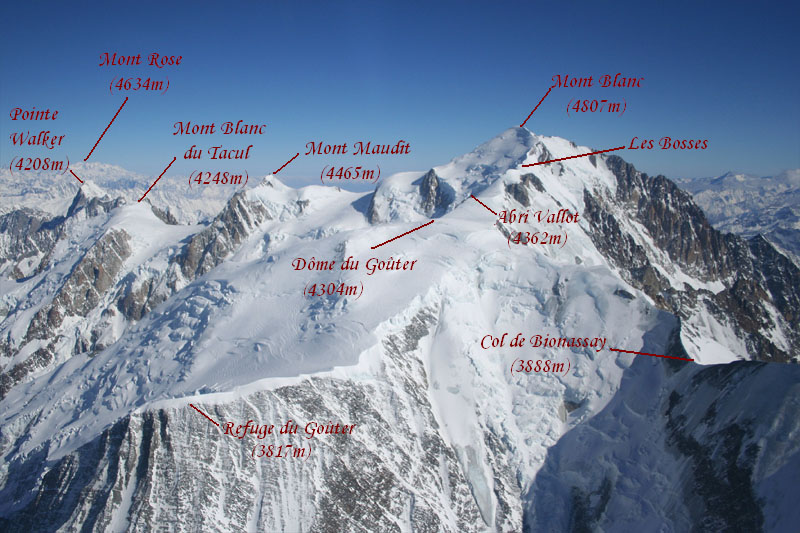
Le mont Blanc, les sommets voisins et le refuge Vallot.

L'accès au refuge Vallot est réservé aux alpinistes : 2 h 30 depuis le refuge du Goûter, 7 h 30 depuis le Nid d'Aigle.
L'observatoire Vallot est propriété de l'État (CNRS) et son accès est interdit au public.

### Ascensions
- Voie normale du mont Blanc[12].